# Coelotes guangxian
Coelotes guangxian är en spindelart som beskrevs av Zhang et al. 2003. Coelotes guangxian ingår i släktet Coelotes och familjen mörkerspindlar. Inga underarter finns listade i Catalogue of Life.